# 1 Samuel 19

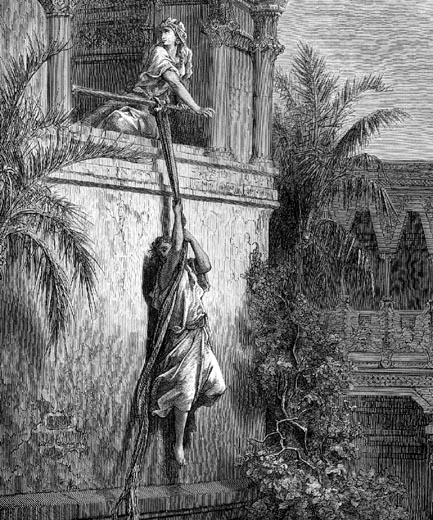
«Michal deja escapar a David por la ventana». Un cuadro de Gustave Doré, 1865

1 Samuel 19 es el decimonoveno capítulo del Primer Libro de Samuel en el Antiguo Testamento de la Biblia cristiana  o la primera parte de los Libros de Samuel en la Biblia hebrea. Según la tradición judía, el libro se atribuyó al profeta Samuel, con adiciones de los profetas Gad y Natán, pero muchos eruditos modernos lo ven como una composición de varios textos independientes de diversas épocas, desde el 630-540 a. C. aproximadamente.  Este capítulo contiene el relato de la huida de David de los repetidos intentos de Saúl de matarlo. Esto se encuentra dentro de una sección que comprende desde 1 Samuel 16 hasta 2 Samuel 5, que registra el ascenso de David como rey de Israel. Este capítulo contiene el relato de la huida de David de los repetidos intentos de Saúl de matarlo. Esto se encuentra dentro de una sección que comprende desde 1 Samuel 16 hasta 2 Samuel 5, que registra el ascenso de David como rey de Israel.

## Texto
Este capítulo fue escrito originalmente en el idioma hebreo. Está dividido en 30 versículos.

### Testigos textuales
Algunos manuscritos antiguos que contienen el texto de este capítulo en hebreo son de la tradición del Texto Masorético, que incluye el Códice de Jerusalén (895), el Códice de Alepo (siglo X) y el Códice de Leningrado (1008). Se encontraron fragmentos que contienen partes de este capítulo en hebreo entre los Rollos del Mar Muerto, incluido el 4Q51 (4QSama; 100-50 a. C.) con los versículos 3-4, 9-10 y 12 existentes.
Entre los manuscritos antiguos existentes de una traducción al griego koiné conocida como la Septuaginta (originalmente realizada en los últimos siglos a. C.) se encuentran el Códice Vaticano (B; {\displaystyle \ ara{G}}B; siglo IV) y el Códice Alejandrino (A; {\displaystyle \ ara{G}}A; siglo V).

## Análisis
David se convirtió en miembro de la casa de Saúl al casarse con Mical, pero eso no impidió que Saúl intentara matar a David, ya que Saúl compartió abiertamente este plan con sus sirvientes de confianza (Versículo 1). Irónicamente, la lealtad de los propios hijos de Saúl, Jonatán y Mical, salvó a David de los nuevos intentos de Saúl.

## Saúl intentó matar a David (19:1-10)
Los renovados planes de Saúl para matar a David salieron a la luz (versículo 1), pero Jonatán se convirtió en el conciliador de David, recordándole a Saúl que David era inocente y que su éxito era la victoria de YHWH, por lo que Saúl no debía matar a una persona dotada de poder divino como David. Saúl escuchó y prometió bajo juramento divino no matar a David (versículo 5), y luego volvió a aceptar a David en su corte. Sin embargo, después de que David lograra otra victoria sobre los filisteos, la ira de Saúl se despertó de nuevo (versículos 8-10), y trató de nuevo de clavar a David en la pared con una jabalina, pero una vez más David logró escapar.

### Versículo 9
Y el espíritu maligno del Señor se apoderó de Saúl, que estaba sentado en su casa con su jabalina en la mano, mientras David tocaba con la mano. 
- «Tocaba con la mano»: es decir, tocaba algún instrumento musical con la mano, en particular un arpa o una lira, para alejar el espíritu maligno de Saúl. Esto muestra la humildad de David, que, siendo un oficial de éxito en el ejército, seguía dispuesto a ser músico de Saúl. [18]

## Mical salvó la vida de David (19:11-24)
Después de un intento fallido de matar a David con su lanza, Saúl puso guardias alrededor de la residencia de David con la orden de matar a David a la mañana siguiente (versículo 11). La esposa de David, Mical, le advirtió del malvado plan de su padre (versículo 11), le ayudó a escapar (versículo 12) y le dio tiempo utilizando un maniquí improvisado que consistía en un terafín, una prenda y pelo de cabra (como una peluca) para confirmar la impresión de que estaba enfermo en la cama (versículos 13-17). Se señala que David estaba salvando su propia vida (versículo 11) y que Mical, para no disgustar a su padre, no participó en la huida, sino que, en obediencia a David, solo le ayudó a ejecutarla (versículo 17), por lo que fue leal a ambas partes.
David fue a encontrarse con Samuel a su base de operaciones (1 Samuel 7:17) y viajaron juntos a Naiot, en la zona de Ramá, que era un centro profético, al igual que Nob era un centro sacerdotal. Saúl envió tres grupos de mensajeros, pero cada uno fue «atrapado por un frenesí profético», lo que también le sucedió al propio Saúl cuando decidió ir a Naiot, en un acto deliberado de desafío a YHWH, incluso cuando ya había tenido la misma experiencia anteriormente (1 Samuel 10:12; 11:6).

### Versículo 13
Y Mical tomó una imagen y la puso en la cama, puso una cubierta de pelo de cabra para su cabeza, y la cubrió con ropa. 
- «Una imagen»: del hebreo: «terafín», un sustantivo plural que aparece 15 veces en la Biblia hebrea y que generalmente significa «dioses domésticos» («ídolos domésticos»)[22] o «estatua de los antepasados».[23] Rachel, la esposa de Jacob, que claramente variaba de tamaño, podía esconder los terafines que robó a Labán, su padre, debajo de su silla de montar (Génesis 31:19), mientras que Mical podía usar los terafines en su casa para disfrazarse del cuerpo dormido de David.[24] Los textos bíblicos condenan el uso de terafines como ídolos (Éxodo 15:23; 2 Reyes 23:24) o adivinación (Ezequiel 21:21; Zacarías 10:2).[24] Es irónico que el plan de Saúl para matar a David fuera frustrado por un terafín (disfrazado), mientras que Samuel había comparado anteriormente la desobediencia de Saúl con el uso de terafín (1 Samuel 15:23).[24]

### Versículo 24
Y él también se despojó de sus ropas y profetizó ante Samuel de la misma manera, y permaneció desnudo todo ese día y toda esa noche. Por eso dicen: ¿Está también Saúl entre los profetas? 
- «Se quitó la ropa»: puede ser simbólico de la pérdida de su reino, al igual que Saúl rasgó las ropas de Samuel, lo que significaba el despojo del reino de Saúl (1 Samuel 15:27-28) y Jonatán le dio su ropa a David, lo que significaba la cesión de su trono a este último (1 Samuel 18:1).[5][20]
- «Todo ese día y toda esa noche»: el tiempo que Saúl estuvo inmovilizado sin duda le dio a David tiempo suficiente para escapar.[20]
- «¿Está Saúl también entre los profetas?». Esta expresión se explica de manera diferente a la de 1 Samuel 10:5-12: en el contexto actual, el incidente demuestra cómo YHWH utiliza la posesión de Saúl por el espíritu para proteger a David. Esto, el espíritu se ha convertido en «una señal de desfavor y un medio para proteger al elegido de Dios».[5]

### Comentarios sobre Samuel
- Auld, Graeme (2003). «1 & 2 Samuel».  En James D. G. Dunn and John William Rogerson, ed. Eerdmans Commentary on the Bible. Eerdmans. ISBN 9780802837110.
- Bergen, David T. (1996). 1, 2 Samuel. B&H Publishing Group. ISBN 9780805401073.
- Gordon, Robert P. (1999). I & II Samuel, A Commentary. Zondervan. ISBN 978-0310230229.
- Hertzberg, Hans Wilhelm (1964). I & II Samuel, A Commentary (trans. from German 2nd edition 1960 edición). Westminster John Knox Press. p. 19. ISBN 978-0664223182.
- Tsumura, David Toshio (2007). The First Book of Samuel. Eerdmans. ISBN 9780802823595.

### General
- Breytenbach, Andries (2000). «Who Is Behind The Samuel Narrative?».  En Johannes Cornelis de Moor and H.F. Van Rooy, ed. Past, Present, Future: the Deuteronomistic History and the Prophets. Brill. ISBN 9789004118713.
- Coogan, Michael David (2007).  Coogan, Michael David; Brettler, Marc Zvi; Newsom, Carol Ann et al., eds. The New Oxford Annotated Bible with the Apocryphal/Deuterocanonical Books: New Revised Standard Version, Issue 48 (Augmented 3rd edición). Oxford University Press. ISBN 978-0195288810.
- Fitzmyer, Joseph A. (2008). A Guide to the Dead Sea Scrolls and Related Literature. Grand Rapids, MI: William B. Eerdmans Publishing Company. ISBN 9780802862419.
- Halley, Henry H. (1965). Halley's Bible Handbook: an abbreviated Bible commentary (24th (revised) edición). Zondervan Publishing House. ISBN 0-310-25720-4. (requiere registro).
- Hayes, Christine (2015). Introduction to the Bible. Yale University Press. ISBN 978-0300188271.
- Jones, Gwilym H. (2007). «12. 1 and 2 Samuel».  En Barton, John; Muddiman, John, eds. The Oxford Bible Commentary (first (paperback) edición). Oxford University Press. pp. 196-232. ISBN 978-0199277186. Consultado el 6 de febrero de 2019.
- Klein, R.W. (2003). «Samuel, books of».  En Bromiley, Geoffrey W, ed. The International Standard Bible Encyclopedia. Eerdmans. ISBN 9780802837844.
- Knight, Douglas A (1995). «Chapter 4 Deuteronomy and the Deuteronomists».  En James Luther Mays, David L. Petersen and Kent Harold Richards, ed. Old Testament Interpretation. T&T Clark. p. 62. ISBN 9780567292896.
- Ulrich, Eugene, ed. (2010). The Biblical Qumran Scrolls: Transcriptions and Textual Variants. Brill.
- Würthwein, Ernst (1995). The Text of the Old Testament. Grand Rapids, MI: Wm. B. Eerdmans. ISBN 0-8028-0788-7. Consultado el 26 de enero de 2019.